# Sebastianskapelle (Andelsbuch-Bühel)

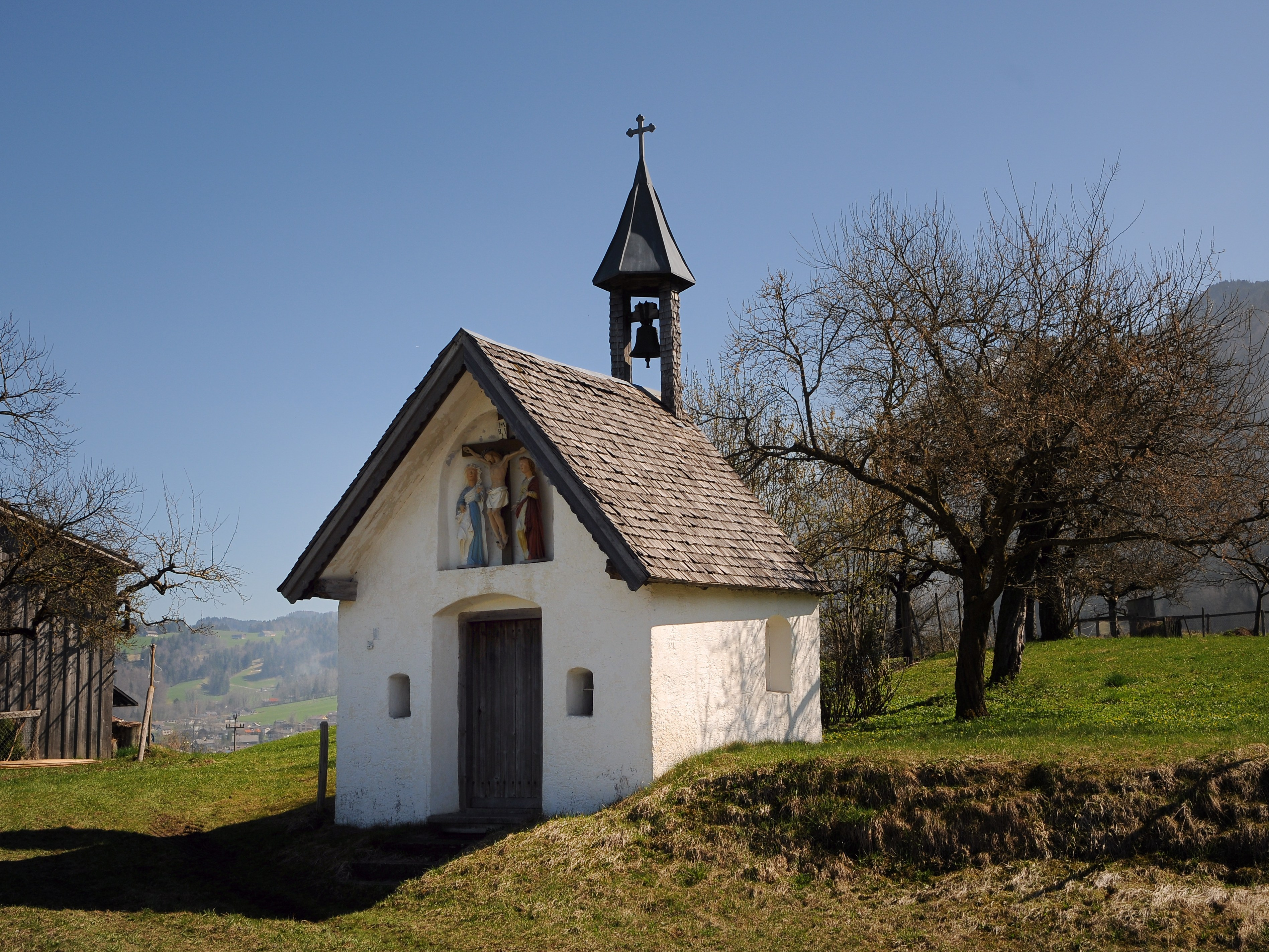
Sebastianskapelle in Bühel

Die Sebastianskapelle ist eine kleine Kapelle im Ortsteil Bühel der Bregenzerwälder Gemeinde Andelsbuch im Vorarlberger Bezirk Bregenz. Die in der ersten Hälfte des 17. Jahrhunderts erbaute, direkt an der Bregenzerwaldstraße stehende Kapelle steht unter Denkmalschutz (Listeneintrag).
Die Kapelle ist ein schlichter Rechteckbau mit Satteldach und polygonalem Kapellenschluss. Auf der Chorseite ist über dem Dach ein Glockenstuhl.  Im Giebel über dem Eingangsportal ist ein Kruzifix mit Maria und Johannes links und rechts darunter. Es stammt aus der zweiten Hälfte des 19. Jahrhunderts. Der kleine Holzalar mit Giebel und Säulen stammt aus dem dritten Viertel des 19. Jahrhunderts. In der Altarnische steht eine Figur des heiligen Sebastians aus dem 17. Jahrhundert. Die Bilder zeigen ein Kruzifix aus dem 18. Jahrhundert; die Heiligen Alosius und Antonius aus dem späten 19. Jahrhundert und eine Immaculata, ebenfalls aus dem späten 19. Jahrhundert.